# 이집트 제19왕조
이집트 제19왕조는 람세스 왕조라고도 불린다. 고대 이집트 신왕국 시대의 두 번째 왕조로 분류되며, 기원전 1292년부터 기원전 1189년까지 지속되었다. 제19왕조와 제20왕조는 람세스 시대라고도 불린다. 제19왕조는 파라오 호렘헤브가 후계자로 선택한 재상 람세스 1세에 의해 세워졌다.

## 역사

### 배경
초기 이집트 제18왕조의 전사 파라오들은 이웃 왕국들로부터 거의 저항을 받지 않아 쉽게 영향력을 확장할 수 있었지만, 왕조 말기에는 국제 정세가 급변했다. 히타이트는 점차 시리아와 가나안으로 영향력을 확대하여 헤게모니를 확장하고 있었고, 세티 1세와 그의 아들 람세스 2세가 히타이트와 대립할 것은 예정된 수순이었다.

### 제19왕조

#### 세티 1세와 람세스 2세
이집트 신왕국은 세티 1세와 람세스 2세("대왕") 시대에 권력의 정점에 달했는데, 이들은 리비아인과 히타이트에 대항하여 활발하게 원정을 벌였다. 카데시는 세티 1세가 처음 점령했지만, 이후 하티의 무와탈리와 평화조약을 통해 그에게 양보하기로 결정했다. 람세스 2세는 나중에 기원전 1274년 두 번째 시리아 원정에서 카데시 공격을 감행하여 이 상황을 바꾸려 했으나 실패했다. 그는 역사상 최초로 기록된 군사 매복 공격을 받았지만, 이집트와 동맹을 맺은 네아린 부대의 도착 덕분에 람세스는 병력을 재정비하고 히타이트에 맞서 전세를 역전시킬 수 있었다. 람세스 2세는 나중에 통치 8년차와 9년차에 히타이트의 내부적 어려움을 이용하여 시리아 영토를 상대로 원정을 벌여 카데시와 시리아 남부 일부를 점령하고, 120년 동안 이집트 병사가 보이지 않던 투니프까지 북쪽으로 진격했다. 그는 결국 히타이트와의 전쟁이 이집트의 재정과 군사력에 감당할 수 없는 부담이라는 것을 받아들였다. 통치 21년차에 람세스는 우르히-테슈브의 후계자인 하투실리 3세와 최초로 기록된 평화 조약을 맺었고, 이로써 이집트-히타이트 관계는 크게 개선되었다. 람세스 2세는 심지어 두 명의 히타이트 공주와 결혼했는데, 첫째 결혼은 그의 두 번째 세드 축제 이후였다.

#### 메르넵타와 후계자들
이 왕조는 메르넵타의 후계자들 사이에서 왕위 계승을 둘러싼 내분이 심화되면서 쇠퇴했다. 아멘메세는 메르넵타의 아들이자 후계자인 세티 2세로부터 왕위를 찬탈한 것으로 보이지만, 이집트를 4년 동안만 통치했다. 그의 죽음 이후 세티는 권력을 되찾고 아멘메세의 기념물 대부분을 파괴했다. 세티의 궁정에는 원래 '왕실 서기'에 불과했지만 빠르게 이집트에서 가장 강력한 인물 중 한 명이 되어 왕가의 계곡(KV13)에 자신의 무덤을 건설하는 전례 없는 특권을 얻은 재상 바이가 있었다. 바이와 세티의 수석 왕비인 투스레트는 이후 고대 이집트의 전통에서 불길한 명성을 얻었다. 십타가 사후에도 투스레트는 2년 더 이집트를 통치했지만, 왕궁에서 벌어지는 음모와 권력 다툼 속에서 권력을 유지하지 못했다. 그녀는 제20왕조의 설립자인 세트나크테가 주도한 반란으로 축출된 것으로 보인다.

## 제19왕조의 파라오
제19왕조의 파라오들은 기원전 1292년경부터 기원전 1187년까지 110년간 지속됐다. 많은 파라오들이 테베의 왕가의 계곡(KV로 지정)에 묻혔다. 더 자세한 정보는 테반 지도 프로젝트 웹사이트에서 찾을 수 있다.
| 파라오     | 이미지 | 프레노멘 (왕명)                                     | 호루스 이름                         | 통치 기간            | 매장지 | 배우자                                                                                   |
| ---------- | ------ | --------------------------------------------------- | ----------------------------------- | -------------------- | ------ | ---------------------------------------------------------------------------------------- |
| 람세스 1세 |        | 멘페티레                                            | 카나크트와지네시트                  | 기원전 1292년–1290년 | KV16   | 시트레                                                                                   |
| 세티 1세   |        | 멘마아트레                                          | 카나크트카엠 와세트산크타위         | 기원전 1290년–1279년 | KV17   | (무트-)투야                                                                              |
| 람세스 2세 |        | 우세르마아트레 세테펜레                             | 카나크트메리레                      | 기원전 1279년–1213년 | KV7    | 네페르타리 이세트노프레트 마앗트호르네페루레 메리트아멘 빈트아나트 네베트타위 헤누트미레 |
| 메르넵타   |        | 바엔레 메리네제루                                   | 카나크트하엠마아트                  | 기원전 1213년–1203년 | KV8    | 이세트노프레트 2세 타카트?                                                               |
| 세티 2세   |        | 우세르케페루레 세테펜레                             | 카나크트웨어페흐티                  | 기원전 1203년–1197년 | KV15   | 타카트? 투스레트? 티아                                                                   |
| 아멘메세   |        | 멘미레 세테펜레                                     | 카나크트메리 마아트세멘타위         | 기원전 1201년–1198년 | KV10   | 티예 또는 티이?                                                                          |
| 십타       |        | 세크하이엔레 메리암문 (원래) 아켄레 세테펜레 (이후) | 카나크트메리하피 산크타네베메카에프 | 기원전 1197년–1191년 | KV47   | 미상                                                                                     |
| 투스레트   |        | 시트레 메리암문                                     | 카나크트메리마아트                  | 기원전 1191년–1189년 | KV14   | 세티 2세?                                                                                |

## 이미지 갤러리

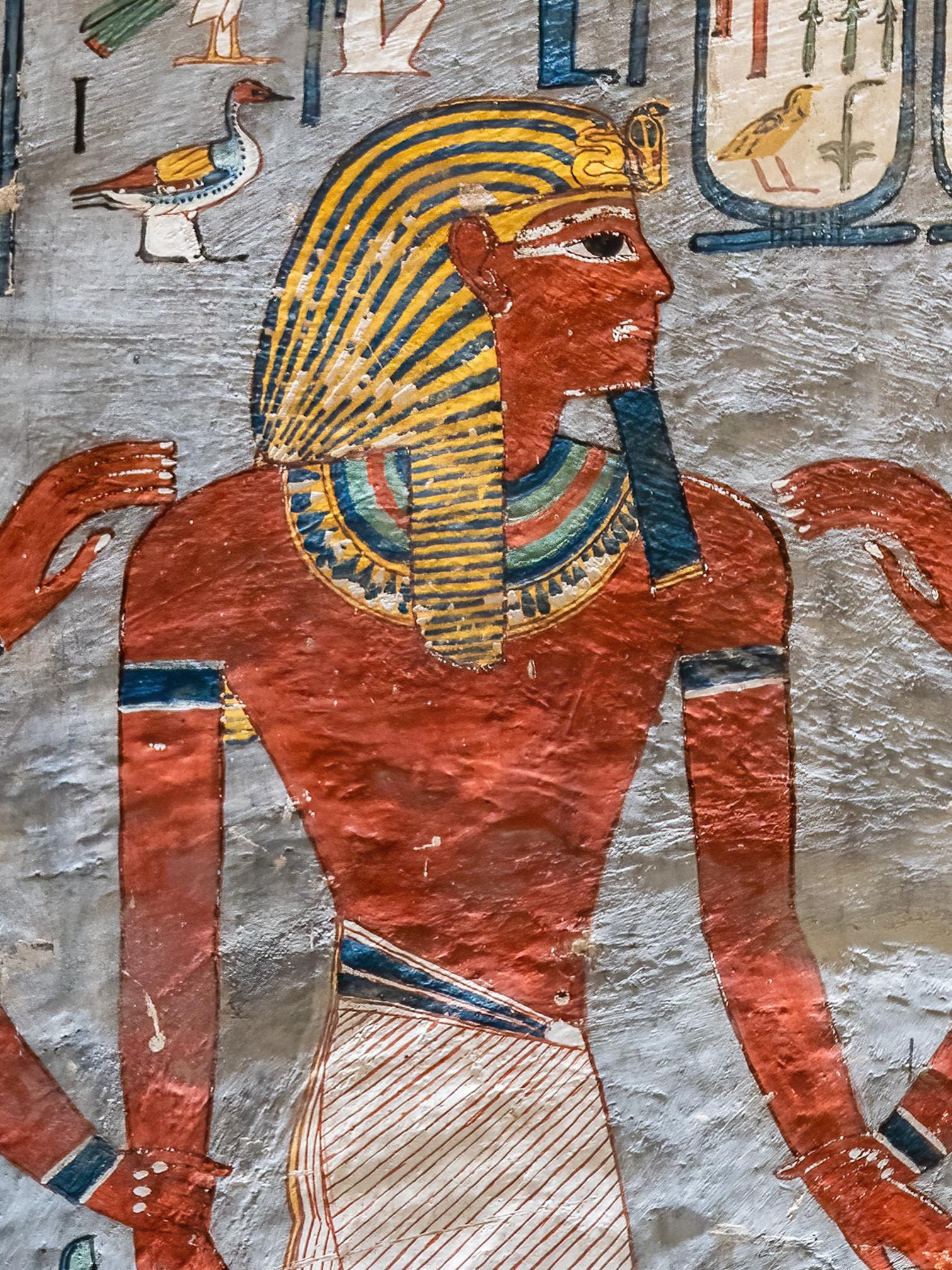
람세스 1세
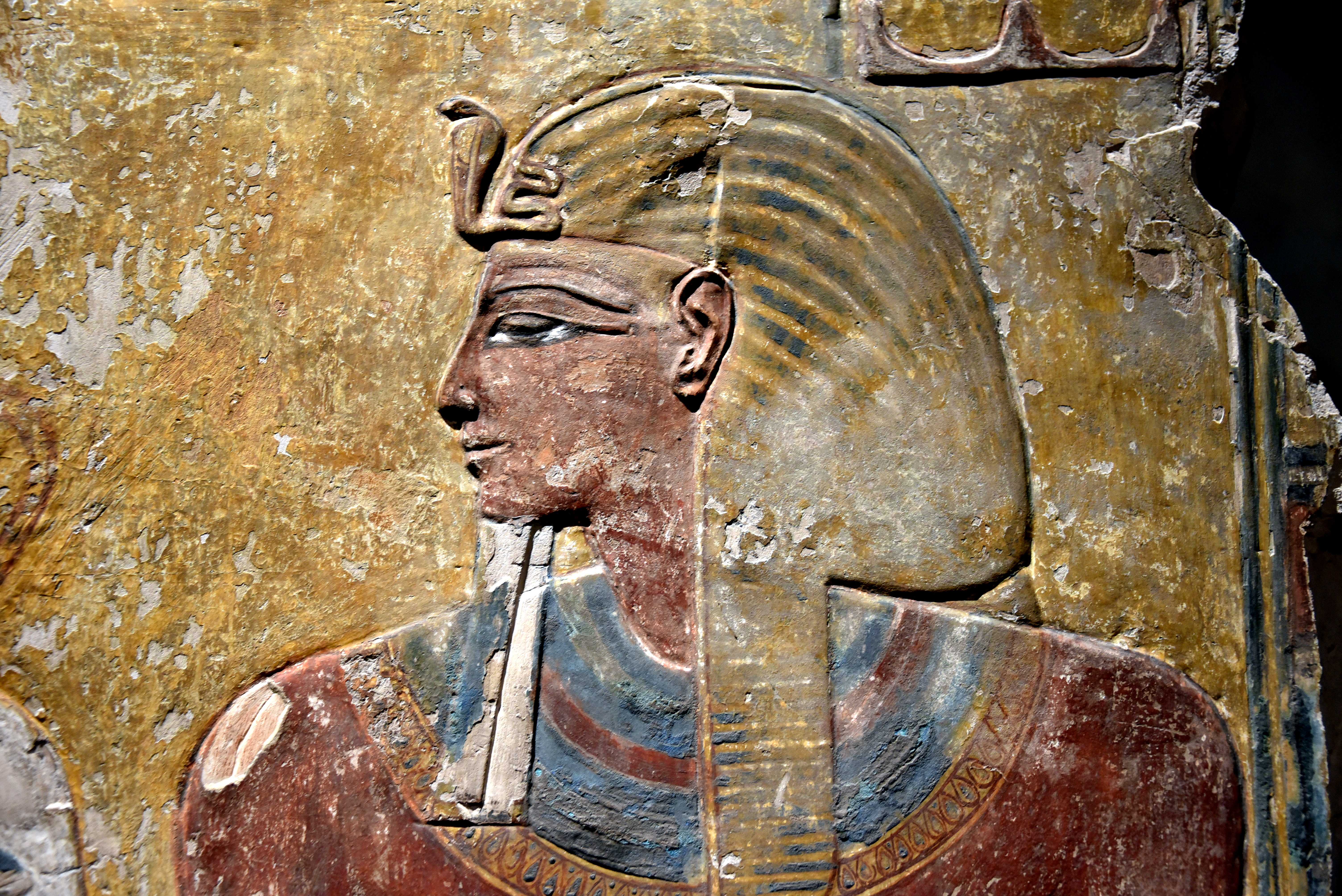
세티 1세
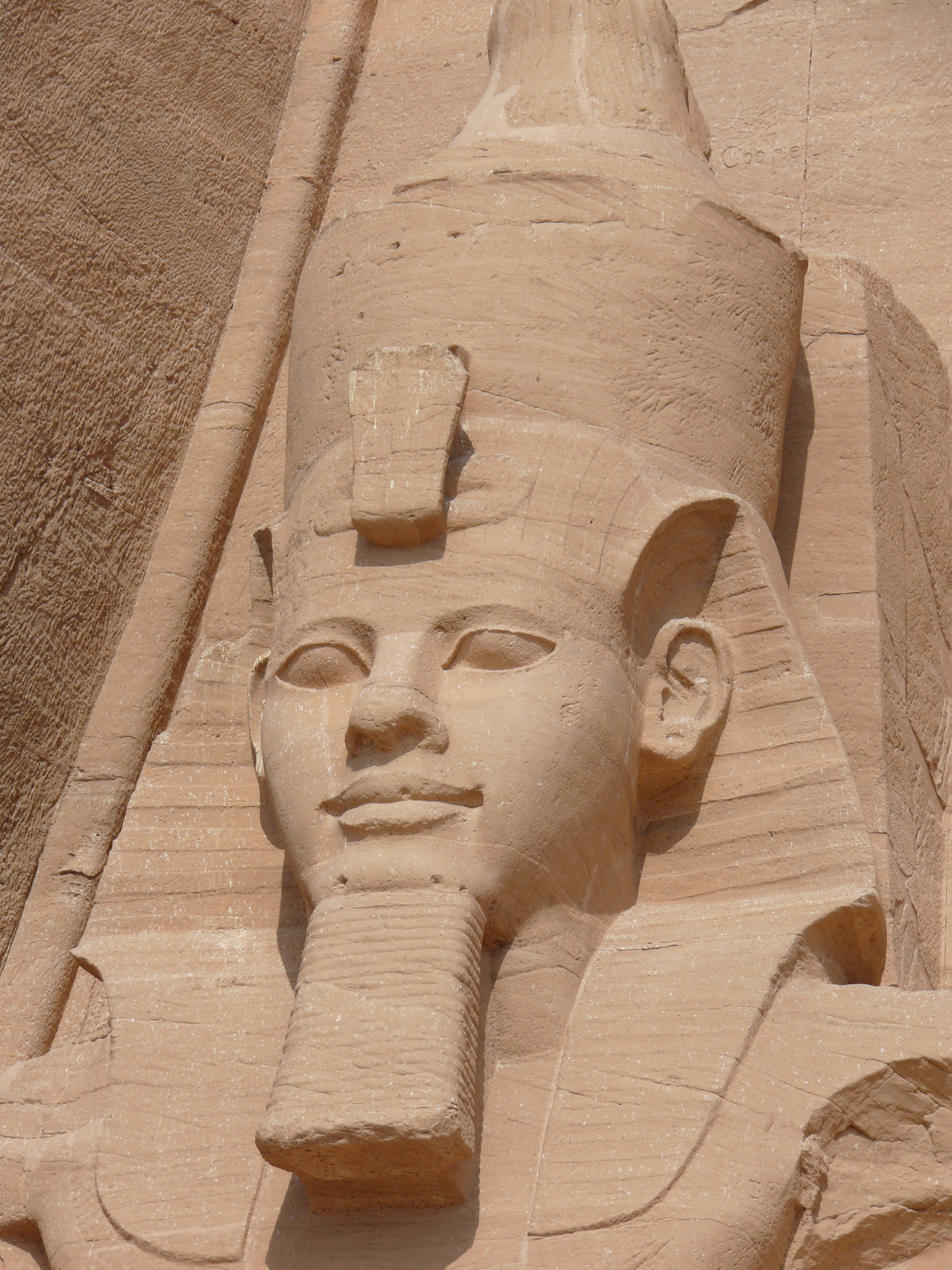
람세스 2세
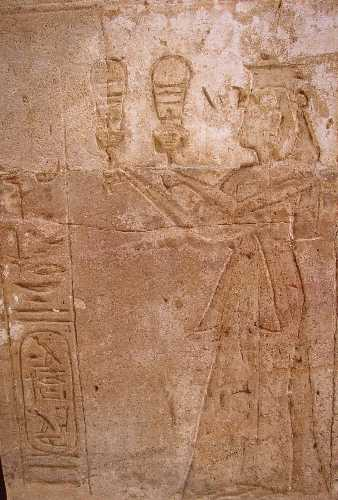
투스레트
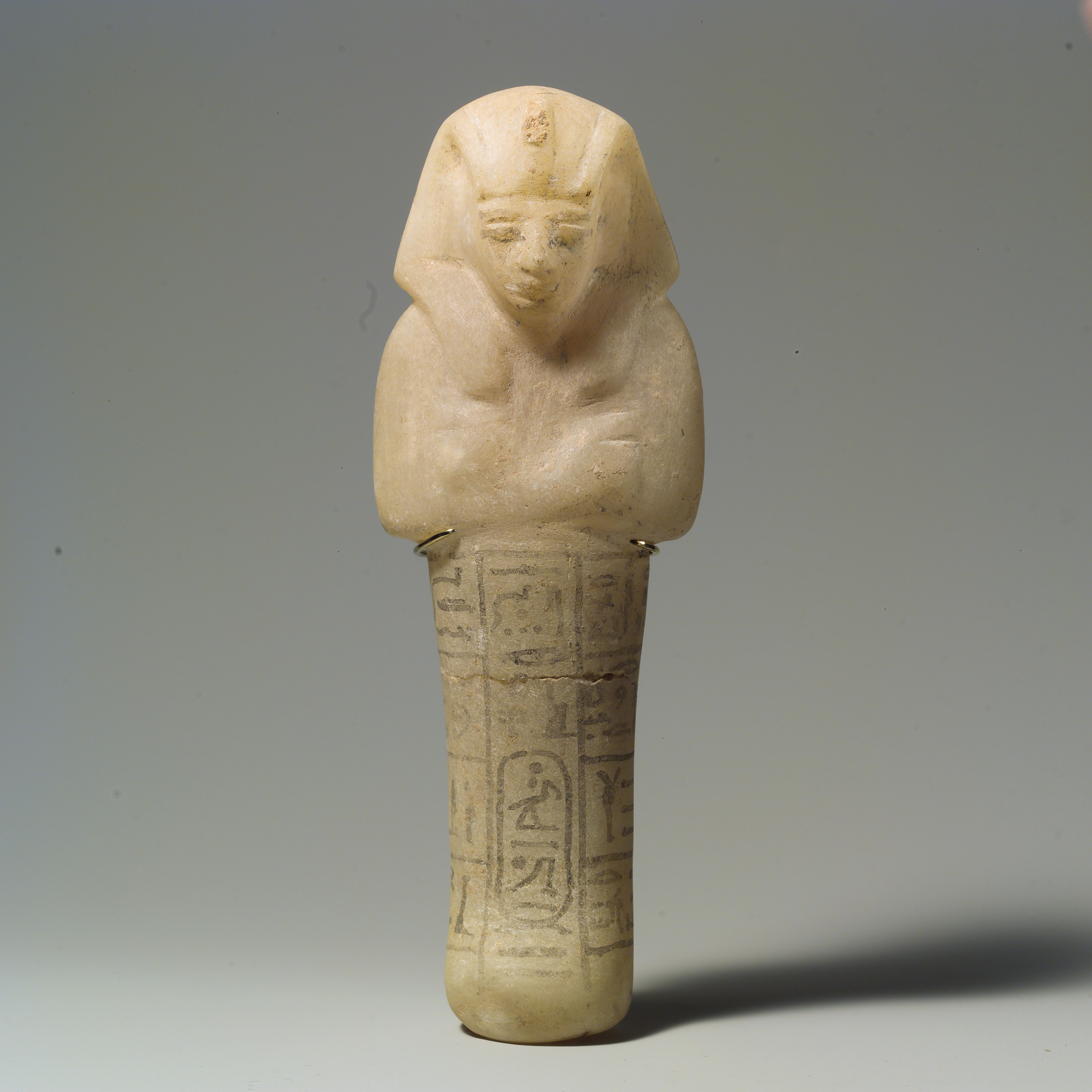
십타의 샤브티
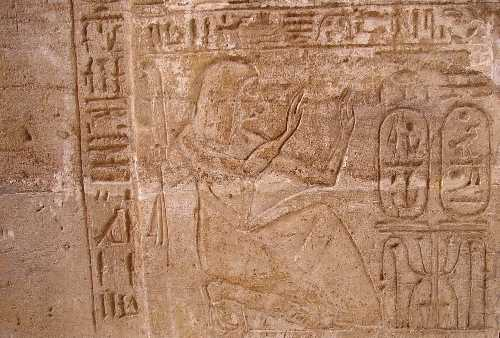
재상 바이
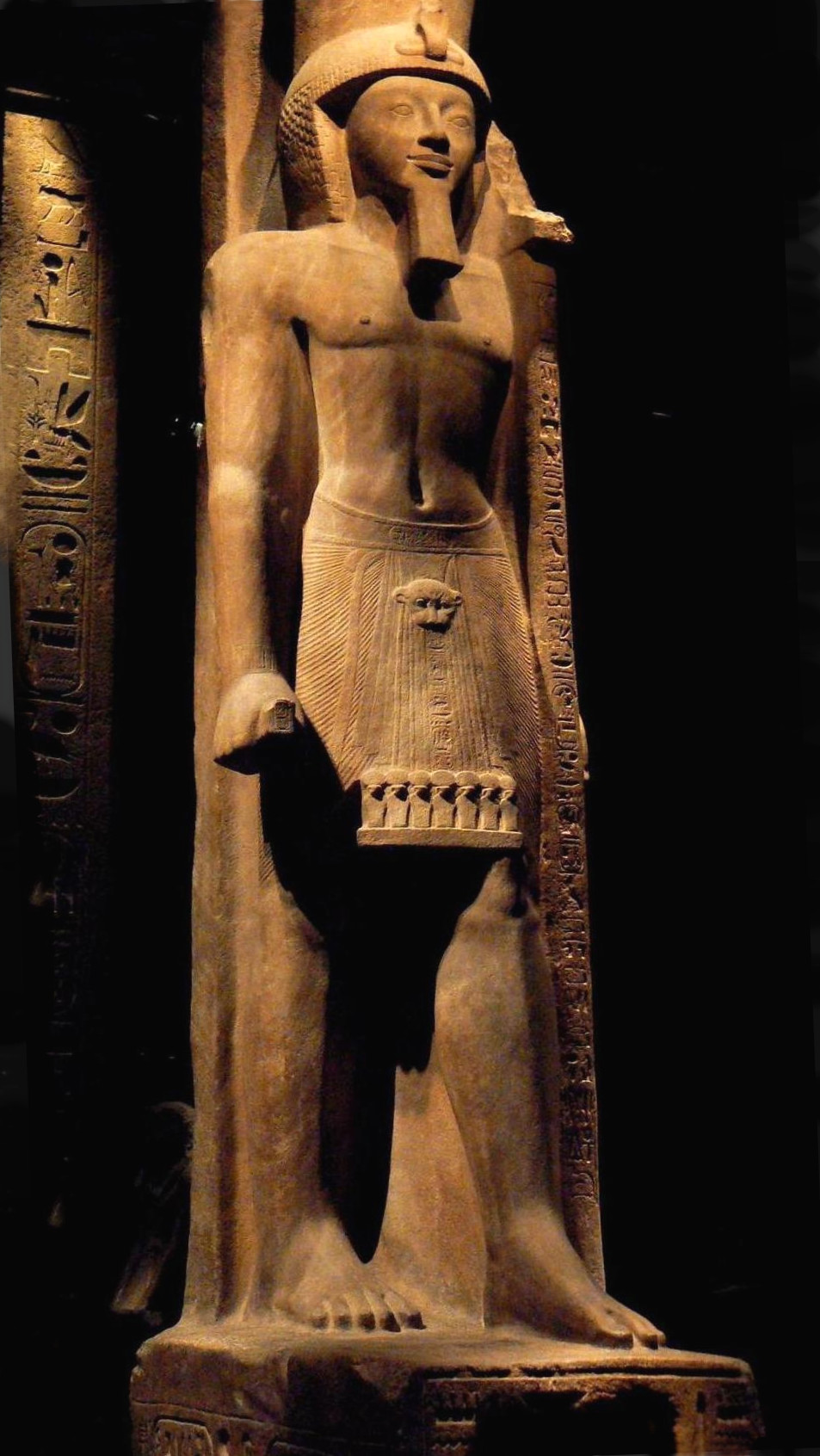
세티 2세
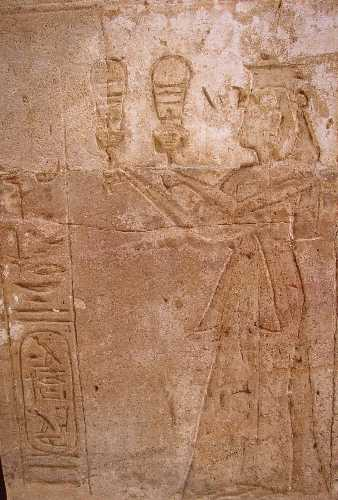
투스레트